# Xterm
xterm è l'emulatore standard di terminale in ambiente Unix-like. Un utente può avere più sessioni di xterm avviate su uno o più display, le quali forniscono un sistema di input/output per i processi lanciati.
xterm è stato sviluppato precedentemente all'X Window System ed in origine era un emulatore di terminale stand-alone per VAXStation 100 (VS100). Dopo l'iniziale sviluppo dell'X Window System fu subito evidente che xterm sarebbe stato molto più utile se avesse potuto lavorare all'interno di X piuttosto che rimanere un programma stand-alone, così venne riprogettato con tale obiettivo.
Attualmente xterm si propone come un emulatore compatibile con gli standard dei DEC VT102 e Tektronix 4014 per i programmi non in grado di utilizzare direttamente il sistema di finestre offerto da X.
Anche se a primo impatto non risalta agli occhi, xterm svolge moltissimi compiti. Emula un terminale in modo che le applicazioni vi possano lavorare correttamente e mantiene un buffer di informazioni in modo che ci si possa riferire ai comandi impartiti in precedenza.
Attualmente sono disponibili molte varianti di xterm e la maggior parte degli emulatori per X sono nati come varianti della versione originale di xterm.
xterm normalmente non dispone di una barra dei menu. Per accedervi, l'utente deve premere il tasto CTRL e premere il tasto sinistro, centrale o destro del mouse.

## Personalizzazione
Come la maggior parte delle applicazioni per X, xterm può essere personalizzato attraverso il file X resources globale (es. /usr/lib/X11/app-defaults/XTerm), attraverso il resource-file dell'utente (es. ~/XTerm; ~/.Xresources) o tramite gli argomenti dalla riga di comando. Buona parte delle opzioni da riga di comando corrispondono alle impostazioni dei resource-files, come spiegato nella pagina di manuale.
Siccome il nome del programma è xterm, la classe dell'X resources è XTerm. Lo script uxterm sovrascrive questa, usando la resource class UXTerm.

## Protocolli
Il programma xterm aggiunge diversi protocolli che sono stati adattati da altri emulatori di terminale, come ad esempio il puntamento con mouse di xterm e il protocollo di xterm a 256 colori.

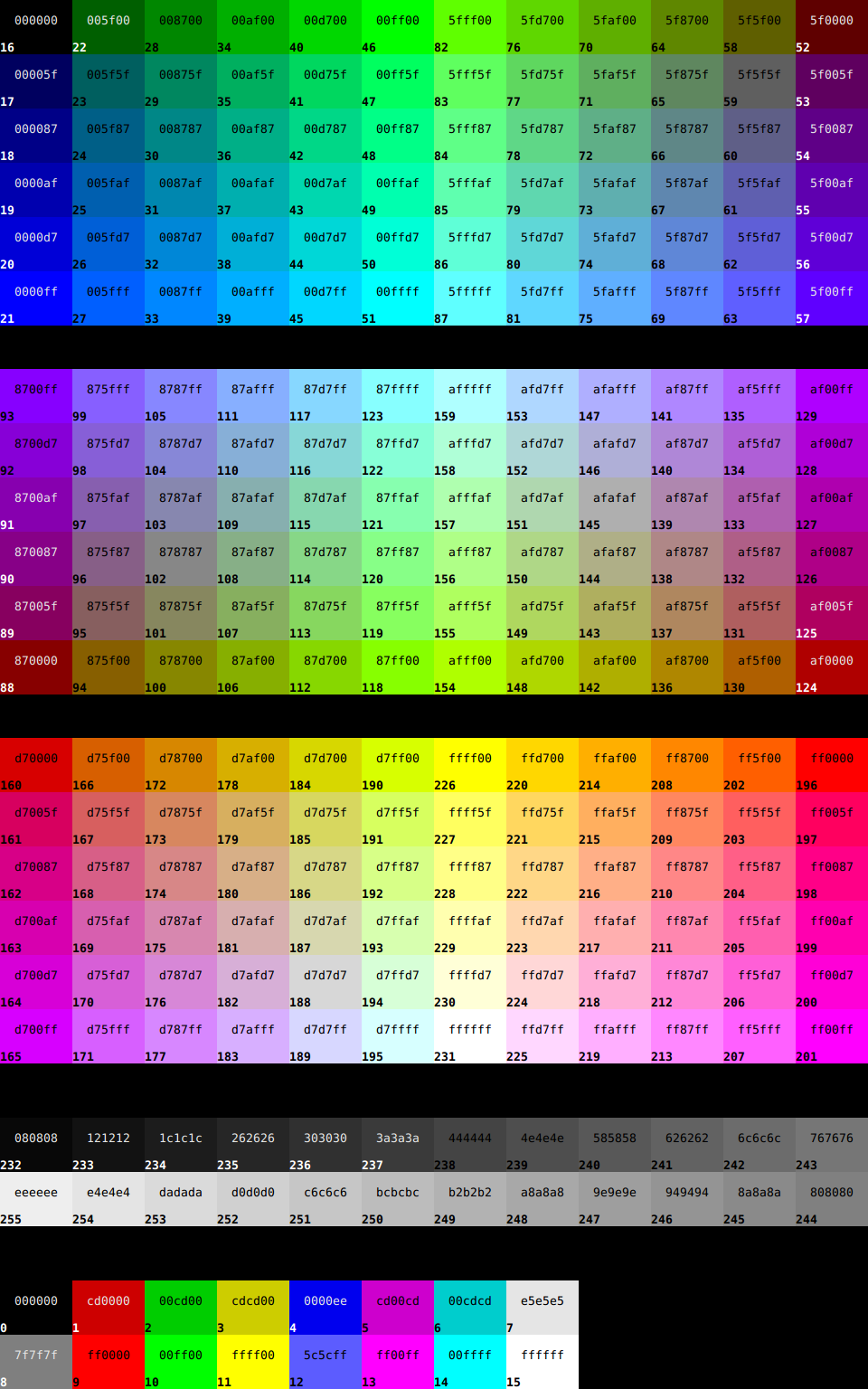
Schema dei 256 colori disponibili in xterm con il supporto per i colori. Sono scritti i numeri colore di xterm e i valori RGB per ciascuno.